# Artemisa del Pireo

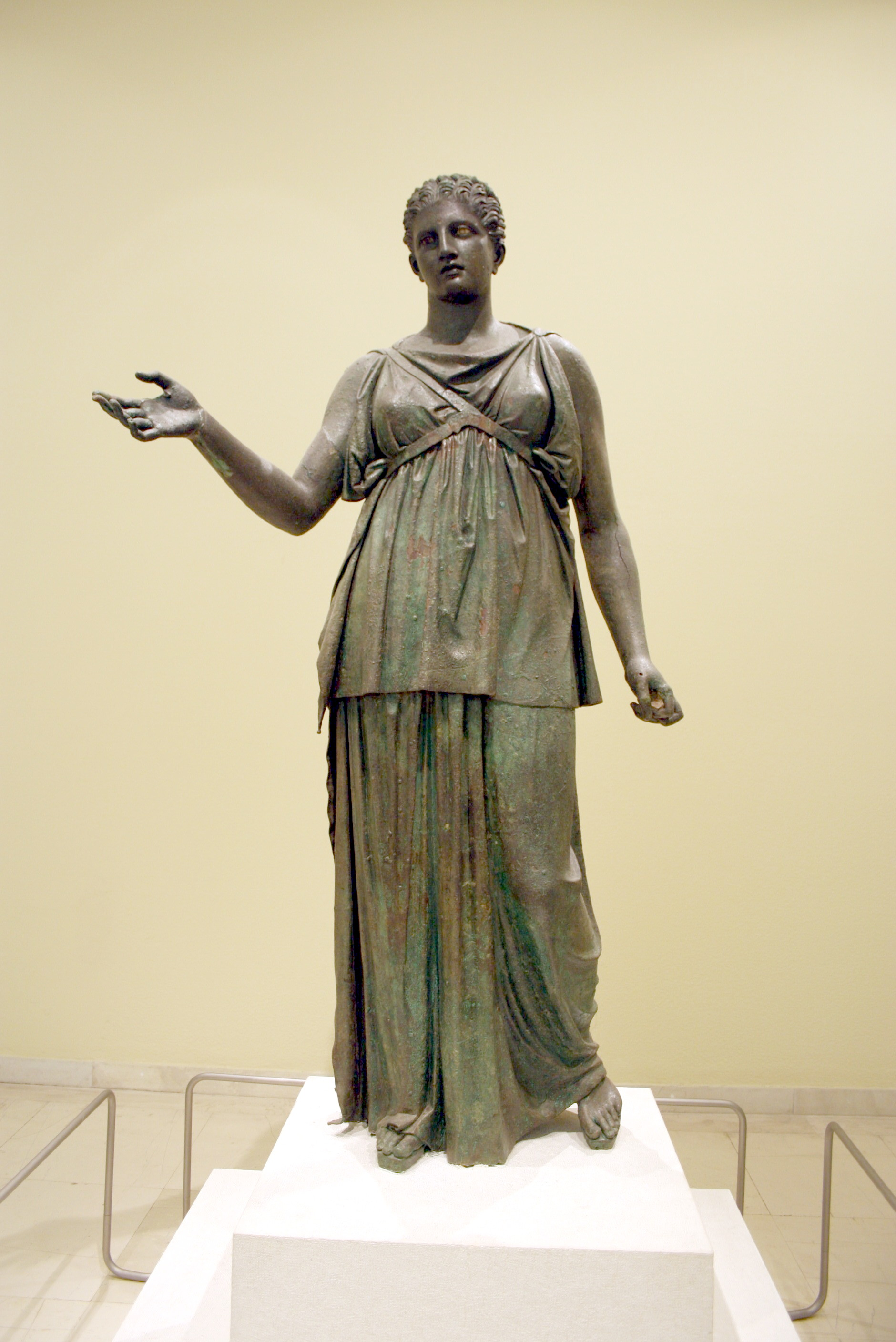
Artemisa A.

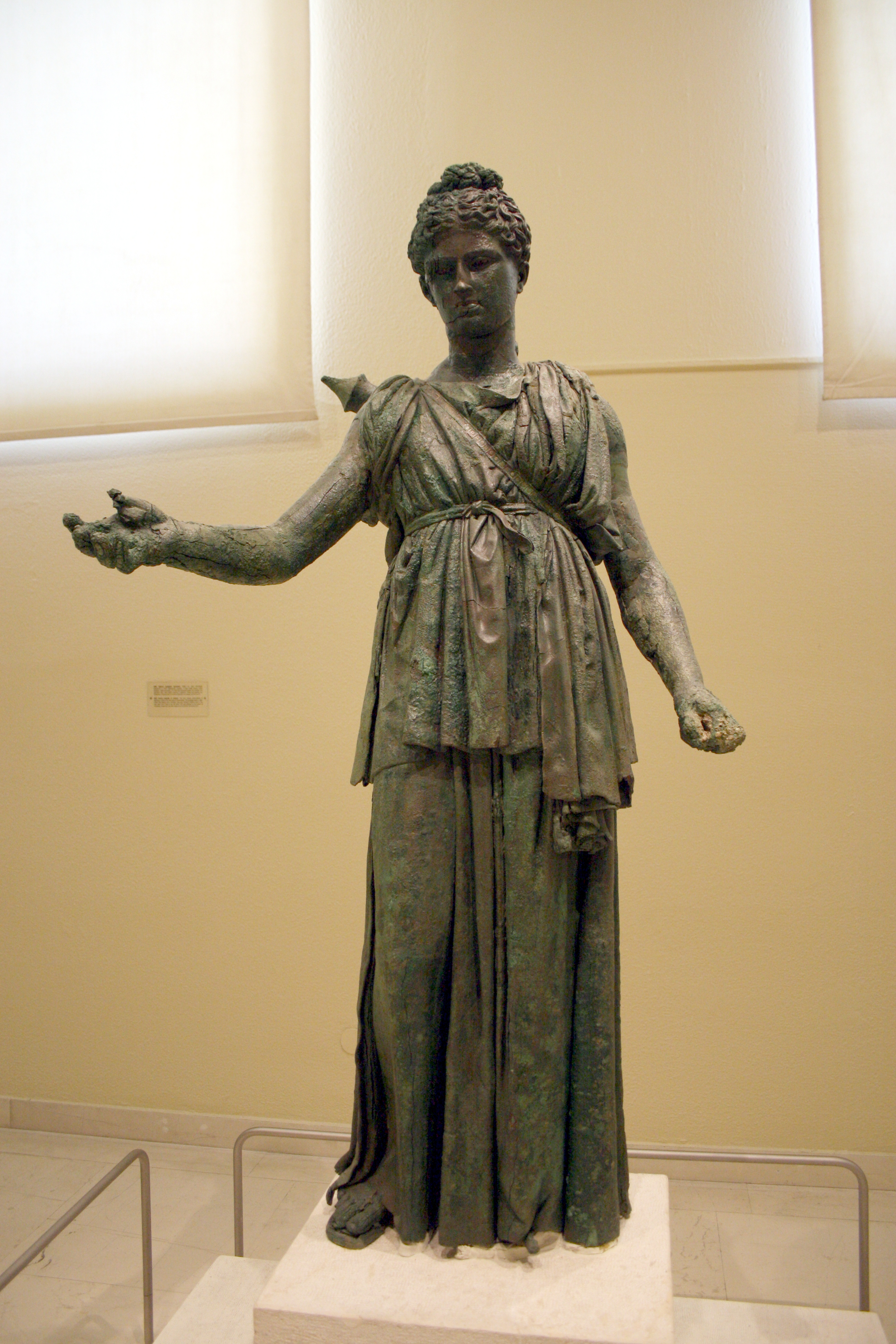
Artemisa B.

Artemisa del Pireo se refiere a dos  esculturas griegas de bronce de Artemisa  que representan a dicha diosa, encontradas en el El Pireo. La Artemisa más grande fue tallada a finales del periodo clásico, hacia 340-330 a. C., y la más pequeña en el periodo helenístico, hacia 200 a. C. En la actualidad, las esculturas se conservan en el Museo Arqueológico del Pireo.
Ambas esculturas representan a Artemisa de pie con el brazo derecho extendido. Las diosas están vestidas con peplos en lugar del típico quitón. En el pecho llevan las correas típicas de una cazadora para una carcaj de flechas que llevaban a la espalda. Tenían un arco en una mano y un recipiente para beber en la otra. Los objetos han desaparecido. La altura de la escultura mayor es de unos 1,95 metros y la de la menor, de unos 1,55 metros.
Fueron descubiertas en el Pireo en 1959 junto con el llamado Apolo del Pireo y la Atenea del Pireo. Se ha teorizado que este conjunto era un cargamento que pudo haber sido interceptado cuando el general romano Sila saqueó El Pireo en el año 86 a. C.. Sin embargo, dado que las diversas estatuas datan de un lapso de tiempo de aproximadamente cinco siglos, no podría haber sido enviado por encargo privado. Es posible que todas estas estatuas de bronce de culto procedan de un mismo santuario que había sido dedicado a lo largo de los siglos antes de que la colección fuera retirada en el siglo I a. C.  El grupo podría haber sido transportado al Pireo desde casi cualquier lugar, aunque como hay dos representaciones de Artemisa y una de Apolo, se cree que el grupo podría proceder de Delos, lugar de nacimiento de los gemelos divinos.
Se cree que ambas estatuas de Artemisa son helenísticas debido al peinado y la postura, y ambas muestran a una Artemisa de cuerpo entero con un vestido largo que le cubre las piernas. Las caras son por completo clásicas.

## Artemisa A
- Clásico tardío, segunda mitad del siglo IV a. C.
- Altura: 1,95 metros
- Encontrada: 1959 en el Pireo, actualmente en el museo del Pireo.

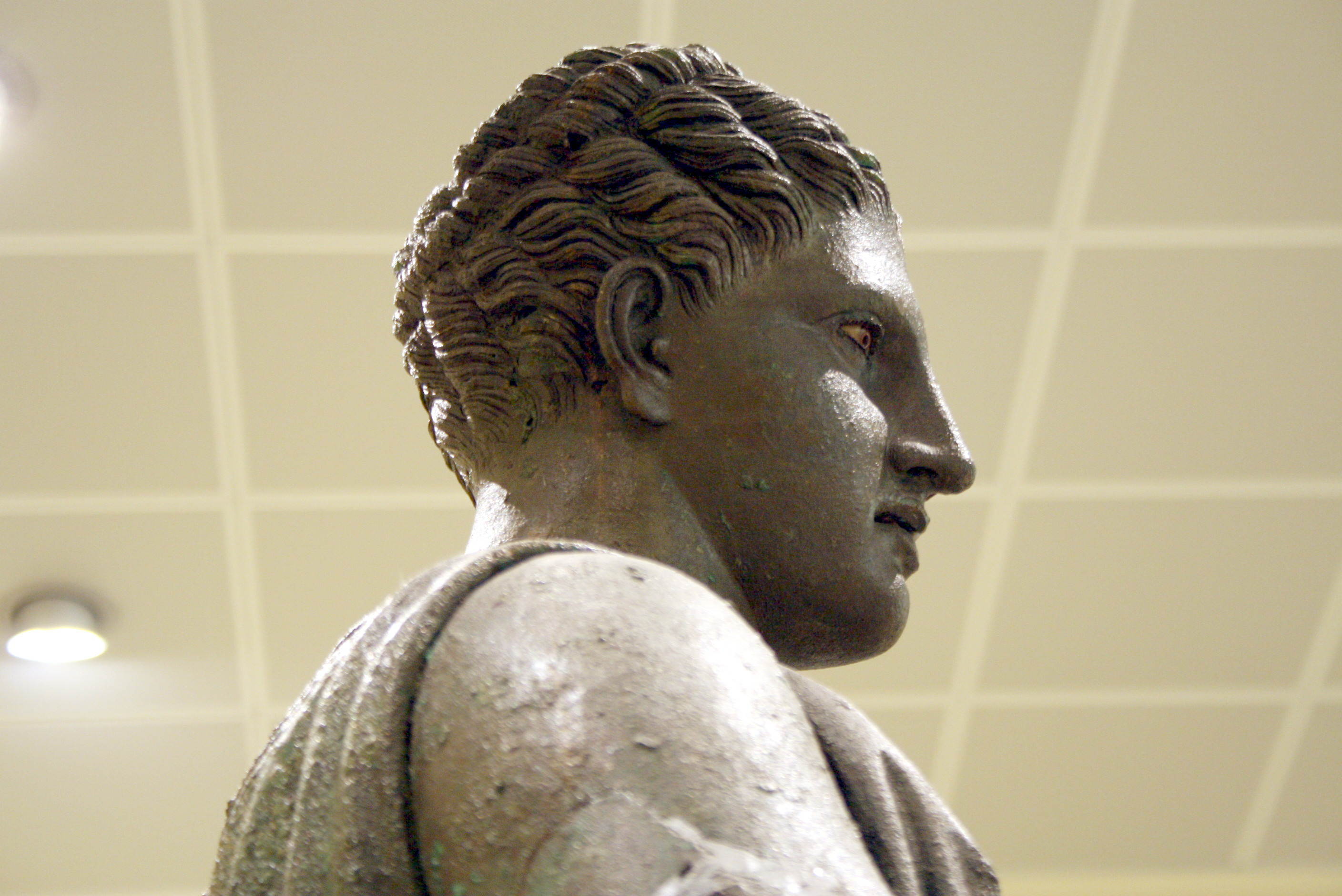
Estilo de peinado helenístico.

Aunque el diseño de la Artemisa A  parece derivar de un modelo arcaico, hay claros términos clásicos con los que el artista eligió representar la estatua. Por ejemplo, la figura se muestra con una postura policlitana, como indica el hecho de que la mayor parte de su peso descanse principalmente sobre la pierna derecha, dejando que la izquierda se doble y se haga a un lado. Los brazos parecen poder moverse independientemente del torso, a juzgar por la forma en que están extendidos. Su cabeza también se inclina hacia un lado, lo que lleva a Caroline Houser a interpretar la postura de la estatua como una forma de crear la ilusión de una estatua animada.
Lleva el pelo peinado al estilo "melon"; el cabello ondulado fue dividido en secciones iguales, retorcido y recogido hacia atrás, y luego peinado en dos grandes trenzas y enrollado alrededor de la parte superior de la cabeza.

## Artemisa B
- Helenística temprana (posiblemente de la primera parte del siglo III a. C.)
- Altura: 1,55 metros
- Hallada en El Pireo en 1959, actualmente en el Museo del Pireo.

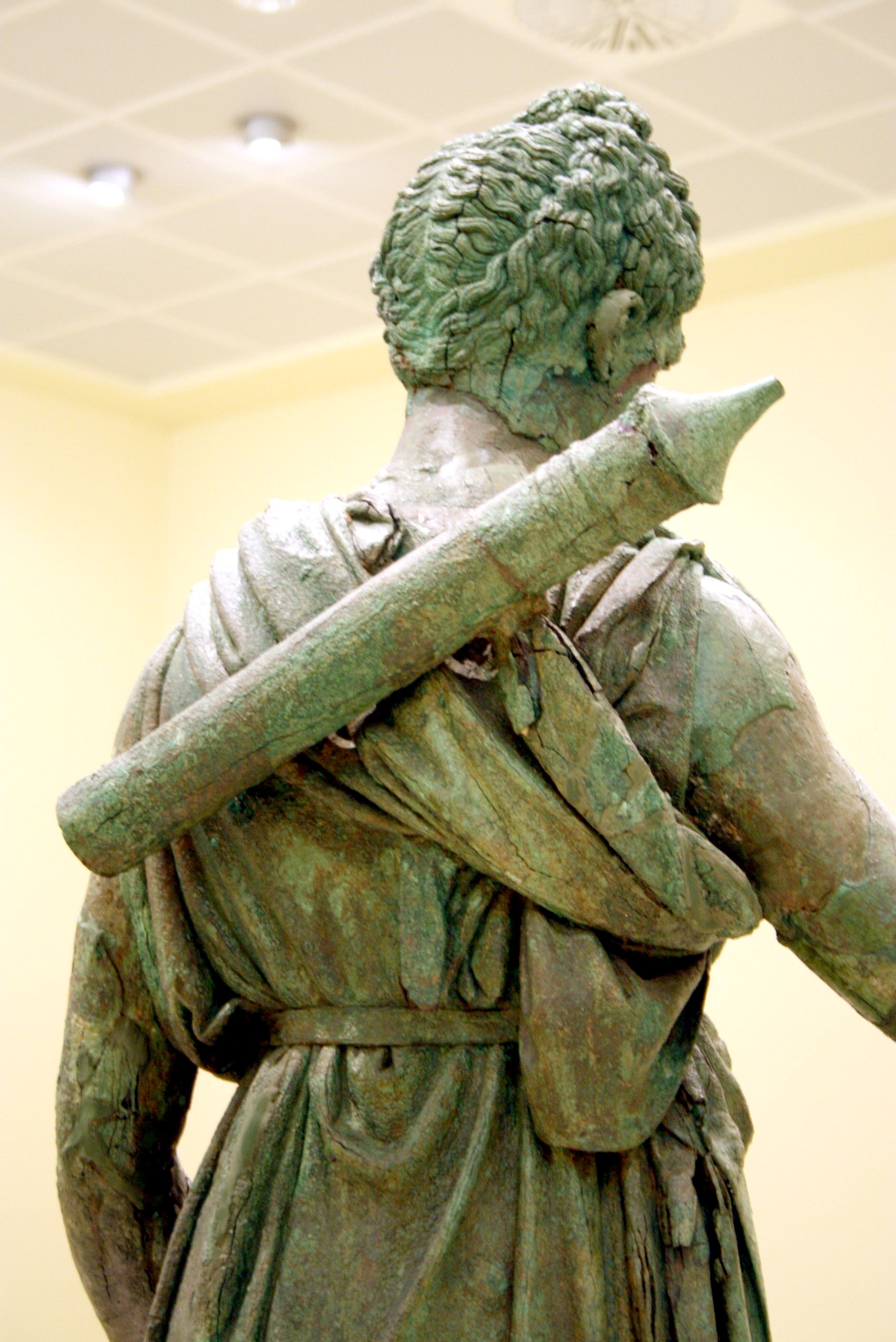
Carcaj recolocado.

En consonancia con el arte griego, el escultor tomó una forma tradicional y la refundió, dando como resultado una figura con un diseño reconocible pero original.
Esta estatua es la menos conservada de las halladas en el  Pireo; el bronce se ha desmoronado ligeramente y otras secciones se han separado por completo. El lado derecho de la cabeza está ligeramente desfigurado.
La figura está en una postura similar a la de Artemisa A, pero en lugar de adoptar una postura policletiana, tiene una postura claramente praxiteliana.
En este caso, en lugar de las dos correas que rodean el pecho de Artemisa A, una sola pasa por encima del hombro derecho de la figura y por debajo de su brazo izquierdo, sosteniendo parte del carcaj que sigue intacto. El carcaj se fundió por separado del resto de la estatua y tuvo que volver a fijarse a ella en algún momento de la Antigüedad, por lo que se colocó en una posición ligeramente distinta a la original. La correa del carcaj también es muy elaborada; está decorada con un dibujo de meandros y puntos con incrustaciones de plata.